# Ariceștii Zeletin
Ariceștii Zeletin là một xã thuộc hạt Prahova, România. Dân số thời điểm năm 2002 là 1399 người.